# Judereglementet

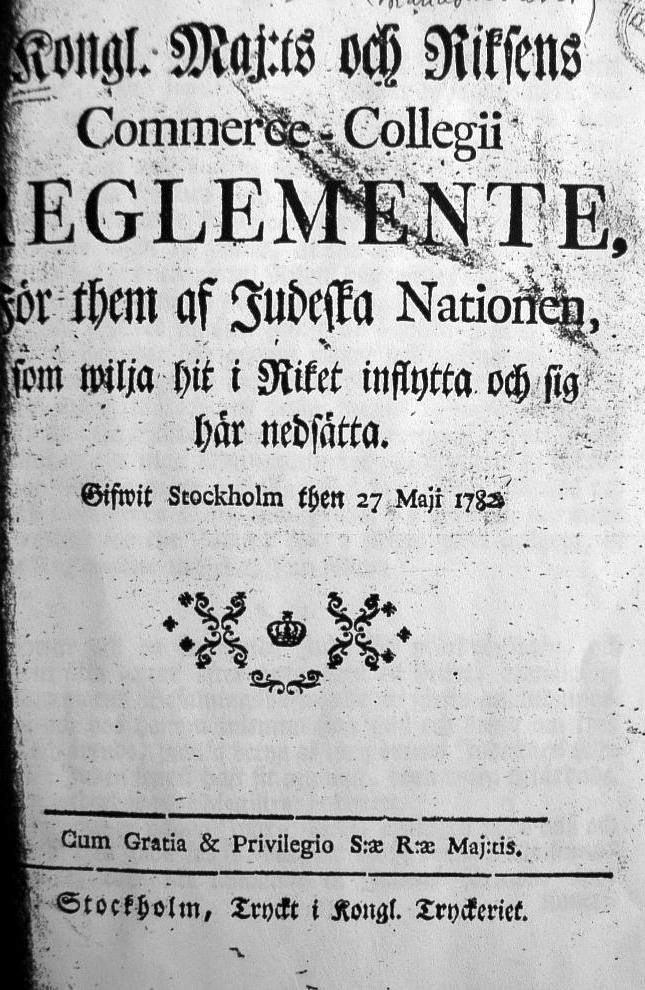
Första sidan av Judereglementet

Judereglementet, Reglemente för dem av judiska nationen, som vilja hit i riket inflytta och sig här nedsätta, var bestämmelser som reglerade judisk invandring och bosättning i Sverige. Regelverket utfärdades den 27 maj 1782 av Kommerskollegium på  uppdrag av riksdagen och Kgl. Maj:t.
Reglementet tillkom som en följd av att kung Gustav III på 1770-talet tillät judar att komma till Sverige och få medborgerliga rättigheter utan att konvertera.
Enligt reglementet fick judar bosätta sig i tre svenska städer, Stockholm, Göteborg och Norrköping och där bygga synagogor. Judarna fick rätt att i dessa städer bedriva gross- och minuthandel, anlägga fabriker, delta i skeppsrederier m.m. De fick dessutom utöva vissa hantverk som exempelvis gravyr, slipning av ädelstenar och instrumentmakeri. De fick däremot inte bedriva sådana hantverk som lydde under skrå och inte bevista marknader utanför de tre städerna. Vidare fick judar endast gifta sig med andra judar, de kunde inte bli riksdagsmän och de fick inte försöka omvända icke-judar.
Trots reglementets begränsning tillkom efter några år en judisk församling även i Karlskrona, och ytterligare en fanns under en kortare tid i Marstrand, vars porto franco-privilegier under 1770- och 1780-talen ställde staden utanför den vanliga svenska lagstiftningen.
Efter den franska julirevolutionen 1830 svepte en våg av liberalism över Europa som vände sig emot skråväsendets och aristokratins privilegier samt krävde människans oförytterliga rättigheter, däribland emancipationen av judarna. Vid tillämpningen av reglementet var myndigheterna frikostiga med dispenser. I februari 1838 gav kungen i uppdrag åt Kommerskollegium att utarbeta ett moderniserat judereglemente. Fem av de äldste i Stockholms judiska församling yrkade då på att reglementet upphävdes. Den 30 juni 1838 upphävdes Judereglementet. Judarna i Sverige blev då svenska medborgare "av mosaisk trosbekännelse", men vissa begränsningar ifråga om bosättningsorter och andra medborgerliga rättigheter kvarstod ända till 1870.